# امیتی (اوهایو)
امیتی، اوهایو (به انگلیسی: Amity, Ohio) یک منطقهٔ مسکونی در ایالات متحده آمریکا است که در اوهایو واقع شده‌است.

## خصوصیات
امیتی ۲۷۹ متر بالاتر از سطح دریا واقع شده‌است.